# Балик, Ярослав
Ярослав Ба́лик (чеш. Jaroslav Balík; 23 июня 1924, Прага — 17 октября 1996, там же) — чешский кинорежиссёр и сценарист.

## Биография
Учился в пражской киношколе FAMU, которую окончил в 1952 году. После этого работал в качестве ассистента режиссёра на киностудии «Баррандов». В 1957 году дебютировал как самостоятельный режиссёр с картиной «Бомба». Ставил фильмы по мотивам произведений современных ему чешских авторов, таких как Юлиус Фучик, Йозеф Несвабда, Йозеф Копта, Зденек Плугарж. Участвовал в написании сценариев всех своих постановок. Призёр Карловарского кинофестиваля — за ленты «Один сребреник» (1976) и «Конечная остановка» (1982). В 1984 году получил почётное звание Народного артиста ЧССР. Преподавал в FAMU. Входил в руководство Союза кинематографистов ЧССР.

## Фильмография
- 1987 — / Narozeniny režiséra Z. K.
- 1985 — / Experiment Eva
- 1984 — / Atomová katedrála
- 1982 — Сумасшедший канкан / Šílený kankán
- 1981 — Конечная остановка / Konečná stanice
- 1980 — Ритм 1934 / Rytmus 1934
- 1979 — Гордубал / Hordubal
- 1978 — Я — стена смерти /  Já jsem Stěna smrti
- 1977 — Тень летающей птички / Stín létajícího ptáčka
- 1977 — Отражение / Zrcadlení
- 1976 — Один сребреник / Jeden stříbrný
- 1974 — В каждой комнате женщина / V každém pokoji žena
- 1973 — Влюблённые в году первом / Milenci v roce jedna
- 1972 — Девушка Голем / Slečna Golem
- 1968 — Та, третья / Ta třetí
- 1967 — / Jak se krade milión
- 1964 — Пять грешников / Pět hříšníků
- 1962 — Идиот из Ксеенемюнде / Blbec z Xeenemünde
- 1962 — Смерть Тарзана / Tarzanova smrt
- 1961 — Репортаж с петлёй на шее / Reportáž psaná na oprátce
- 1959 — Репетиция продолжается / Zkouška pokračuje
- 1957 — Бомба / Bomba
- 1955 — Танковая бригада / Tanková brigáda (второй режиссёр)

## Награды
- Международный кинофестиваль в Вальядолиде — главный приз «Золотой колос» за фильм «Влюблённые в году первом» (1976).
- Кинопремия «Оскар» (1975) — в категории «Лучший иностранный фильм» от Чехословакии выдвигался фильм «Влюблённые в году первом», но заявка не была принята к конкурсу.
- Кинопремия «Оскар» (1977) — в категории «Лучший иностранный фильм» от Чехословакии выдвигался фильм «Один сребреник», но заявка не была принята к конкурсу.
- Кинофестиваль в Карловых Варах — специальный приз жюри за фильм «Конечная остановка» (1982)[3]